# Roberto Bortoluzzi
Pour les articles homonymes, voir Bortoluzzi.
Roberto Bortoluzzi (né le 28 janvier 1921 à Portici et mort le 5 novembre 2007 à Gênes) est un journaliste et commentateur sportif italien. 

## Biographie
Roberto Bortoluzzi a été l'animateur de Tutto il calcio minuto per minuto, une émission radiophonique italienne couvrant le championnat de football italien.